# Malo (Venetien)
Malo ist eine norditalienische Gemeinde (comune) mit 14.723 Einwohnern (Stand 31. Dezember 2023) in der Provinz Vicenza in Venetien. Die Gemeinde liegt etwa 17 Kilometer nordwestlich von Vicenza auf der westlichen Uferseite des Timonchio.

## Geschichte
Malo liegt in dem Gebiet, in dem der Überlieferung nach die Euganeer gelebt haben. Der Ortsname kommt von der Bezeichnung Maladum.

## Persönlichkeiten
- Gaetano De Lai (1853–1928), römischer Kurienkardinal
- Carlo Fanton (1910–1999), Geistlicher und Weihbischof
- Luigi Meneghello (1922–2007), Schriftsteller
- Isabella Dal Balcon (* 1977), Snowboarderin

## Gemeindepartnerschaft
- Peuerbach,  Österreich